# HAT-P-13
HAT-P-13 또는 GSC 03416-00543은 지구로부터 큰곰자리 방향으로 약 697광년 떨어진 곳에 있는 G형 주계열성이다. 2009년 중순 이 항성을 돌고 있는 외계 행성 두 개의 존재가 공식적으로 발표되었다. 발견에는 트랜싯법을 이용하였는데, 트랜싯법은 항성과 우리 시야 사이를 행성이 지나가면서 별빛을 일정량 가리는 원리를 응용한 기술이다.

## 행성계
2009년 기준으로 HAT-P-13은 두 개의 외계 행성을 거느리고 있는 것으로 확인되어 있다. 두 행성 모두 트랜싯법을 이용하여 발견된 것이다. 이는 트랜싯법을 이용하여 발견된 둘 이상의 행성체 존재가 공식적으로 인정된 최초의 사례이다. 이전 OGLE-TR-111은 트랜싯법을 이용하여 두 개의 행성을 발견했다고 발표되었으나 그중 하나는 학계에서 검증되지 않았다.
항성에 보다 가까운 HAT-P-13 b의 질량은 목성과 비슷하며 항성을 3일 정도에 1회 돈다. 거리로 보아 뜨거운 목성으로 분류될 수 있으며 항성과 매우 가까워서 표면 온도는 1,000켈빈이 넘을 것으로 보인다. 바깥을 도는 HAT-P-13 c의 질량은 목성의 15배 이상이다. 질량으로 미루어 보아 이 행성은 슈퍼목성과 가벼운 갈색 왜성의 경계 지대에 있는 것으로 보인다. c는 항성을 428.5일에 1회 돌며 궤도는 크게 찌그러져 있다. 트랜싯법의 특징상 궤도경사각이 밝혀져 있기 때문에 위 두 행성의 질량은 시선 속도법만을 이용하여 발견된 대부분의 외계 행성들과는 달리 정확하다.
| 동반 천체 (가까운 천체순) | 질량 (MJ) | 공전주기 (일) | 공전궤도 반지름 (AU) | 이심률 |
| ------------------------- | --------- | ------------- | -------------------- | ------ |
| b                         | 0.851     | 2.91626       | 0.0426               | 0.021  |
| c                         | 15.2      | 428.5         | 1.186                | 0.691  |

## 같이 보기
- HATNet 프로젝트
- OGLE-TR-111